# منظم
المنظم (Enterpriser)، في علم الاقتصاد هو الشخص الطبيعي أو المعنوي الذي يتحمل مخاطر الإنتاج، فيكسب الربح في حالة نجاح المشروع ويتحمل الخسارة في حالة فشله، والمنظم يفترق عن الرأسمالي في أن هذا الأخير يمد المشروع برأس المال ويجب أن ترد إليه الأموال مضافا إليها الفائدة سواء ربح المشروع أم خسر.
ويفترق المنظم عن الأجير في إن هذا يتقاضى أجرا ثابتا بغض النظر عن الربح والخسارة.
وقد يجمع المنظم صفتين من هذه الصفات أو جميعها في نفس الوقت.
فقد يكون المنظم هو المسؤول الرأسمالي، وقد يكون هو الأجير، أو هو المنظم والأجير والرأسمالي في وقت واحد، كما في حالة إذا أمتلك الأجير أسهما في شركة مساهمة.